# Vivace
Vivace is een van oorsprong Italiaanse muziekterm die aangeeft in welk tempo gespeeld moet worden. Vivace betekent "levendig" en is sneller en energieker dan het allegro. Vivace behoort tot de snelle tempi. Het metronoomgetal komt neer op 144 tot 160, dus 144  tot 160 tellen per minuut. Soms komt de aanwijzing ook voor in combinatie met een andere tempo-aanwijzing (zoals allegro vivace). In dat geval betekent vivace dat levendig gespeeld moet worden (maar met de snelheid die - in dit geval - bij allegro hoort). De termen vivo (levend) en vivamente (snel, levendig) hebben praktisch dezelfde betekenis als vivace.

## Andere toevoegingen aan een tempo-aanduiding
- molto, assai (zeer)
- con brio (levendig)
- con moto (met beweging)
- mosso (levendig, bewogen)
- un poco (een beetje)
- poco a poco (beetje bij beetje, langzamerhand)
- moderato (gematigd)
- meno (minder)
- più (meer)
- quasi (bijna, ongeveer)
- troppo (te veel)
- allegro assai (zeer snel)